# 小林眞
小林 眞（こばやし まこと、1950年5月14日 - ）は、日本の政治家・元官僚。元青森県八戸市長（4期）。元八戸圏域水道企業団企業長。

## 来歴
青森県八戸市白銀町生まれ。八戸市立第二中学校、青森県立八戸高等学校、東北大学法学部卒業。1975年に青森県庁に入庁するが、1979年に改めて自治省に入省。1991年から埼玉県浦和市企画部長を務め、浦和・大宮・与野3市の合併に伴うさいたま市の政令指定都市への格上げを推進した。1997年に自治省に復職。2005年9月13日、総務省自治財政局財務調査官を最後に退官した。
2005年10月30日執行の八戸市長選挙に大島派無所属で立候補し、田名部派無所属現職の中村寿文を破り初当選。得票数は、小林：54,745票、中村：51,557票。投票率は、54.17％。
2009年10月25日執行の八戸市長選挙に大島派無所属で立候補し、田名部派無所属新人の三浦博司と無所属新人の千葉和男を破り再選。投票率は、51.20％。
2013年10月27日執行の八戸市長選挙に大島派無所属で立候補し、無所属新人の清水文雄と無所属新人の久保沢鉄男を破り3選。得票数は、小林：44,526票、清水：8,370票、久保沢：1,841票。投票率は、28.48％。
2017年10月22日執行の八戸市長選挙に大島派無所属で立候補し、共産党新人の松橋三夫と無所属新人の清水文雄を破り4選。得票数は、小林：72,718票、松橋：13,889票、清水：10,564票。投票率は、51.04％。
2021年10月31日執行の八戸市長選挙に無所属で立候補し、5期目を目指したが、無所属新人で元自由民主党青森県議会議員の熊谷雄一と無所属新人の清水文雄が立候補した。選挙の結果、熊谷が小林に33,000票以上の差を付け当選し、小林は敗れた。得票数は、熊谷：66,857票。小林：33,572票、清水：4,724票。投票率は、55.84％。この落選を以て、政界引退を決めた。同年12月、八戸圏域水道企業団企業長として務めた全国水道企業団協議会会長を吉田延雄（阪神水道企業団企業長）を後任として退任。

## 政策・主張
- 2005年の八戸市長選挙のマニフェスト「八戸前進プラン」において「活力の創出」「安心の確立」「行革と参画」を市政の三つの柱に掲げた[8]。
- 八戸市長就任後、八戸港の市場の機能集約及びハサップ対応型市場の整備構想を掲げ、構想を推進するために2006年8月に「八戸漁港検討会議」を設置した[9][10]。
- 八戸市の中心市街地の活性化のために、「八戸市中心市街地活性化基本計画」の策定を主導。従来の情報提供型の観光施設からは一線を画した、「創造的な市民活動の拠点施設」を基本方針に定めた中心市街地地域観光交流施設（はっち）の建設を推進した[11]。
- 八戸市立市民病院を拠点にする青森県へのドクターヘリ配備を推進し、その結果八戸市への暫定配分に成功した[12]。
- 県の垣根を越えた地域振興を図るため青森県八戸市、岩手県久慈市・二戸市、青森県三八地域県民局、岩手県久慈地方振興局・二戸地方振興局で構成される「三圏域連携懇談会」を設置した[13]。
- 2014年より、八戸市長として初めて[要出典]全国市長会副会長を1期務めた[14]。